# Conchoraptor
 Conchoraptor  ist ein theropoder Dinosaurier aus der Gruppe der Oviraptorosauria aus der Oberkreide der Mongolei. Die einzige Art (Typusart) dieser Gattung ist Conchoraptor gracilis.
Innerhalb der Oviraptorosauria wird Conchoraptor als Oviraptoridae klassifiziert. Von dieser Gattung sind zahlreiche Funde bekannt, die sie zu einem der am vollständigsten überlieferten Oviraptoriden machen. Wie andere Oviraptorosauria war Conchoraptor ein zweibeiniges, vermutlich gefiedertes Tier, das einen zahnlosen Schnabel besaß und sich vermutlich pflanzen- oder allesfressend ernährte.

## Fund und Namensgebung
Das Holotyp-Material (Katalognummer IGM 100/20), auf dessen Basis Conchoraptor beschrieben wurde, wurde 1971 in den Red Beds von Khermeen Tsav entdeckt, in Ömnö-Gobi-Aimag, einem Aimag der Mongolei. Bei dem Fund handelt es sich um ein Teilskelett mit einem 99 mm langen Schädel. Stratigraphisch gehört Khermeen Tsav zur Barun-Goyot-Formation und wird in die Oberkreide (mittleres Campanium) datiert.
Anfangs wurde das Fossil Oviraptor zugeschrieben, erst 1986 stellte Rinchen Barsbold auf Basis dieses Fossils die neue Gattung Conchoraptor auf. Seit der Erstbeschreibung wurden Conchoraptor vier weitere teilweise Schädel und zahlreiches weiteres Schädel- und Postkranialmaterial zugeschrieben.
Der Name Conchoraptor leitet sich aus dem altgriechischen kogkhe – „Schalentier, Muschel“ und dem lateinischen raptor „Räuber“ ab und nimmt Bezug auf die Vermutung von Barsbold, das Tier könnte sich von Mollusken ernährt haben.

## Merkmale

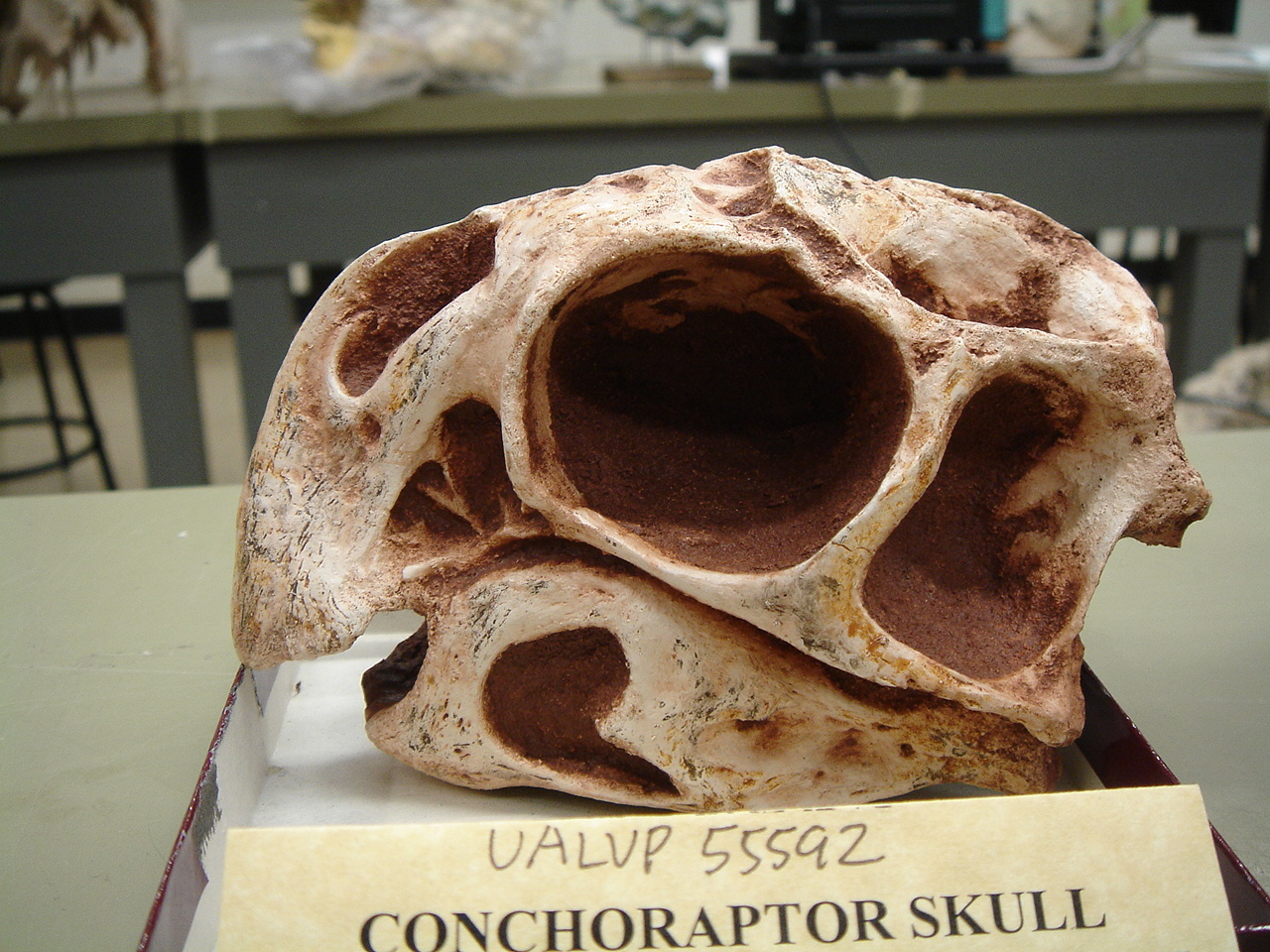
Schädel von Conchoraptor

Conchoraptor wurde etwa 1,3 Meter lang und war damit ähnlich groß wie Ajancingenia, der aus den gleichen Gesteinsschichten stammt. Anders als bei Ajancingenia war das Skelett von Conchoraptor jedoch schlanker. Conchoraptor fehlte der Kopfkamm, der sich bei einigen anderen Oviraptorosauria findet – so war die Oberseite des Tränenbeins (Lacrimale) fast horizontal. Die Hand war dünn und zeigte dünne, leicht gekrümmte Klauen. Das Kreuzbein war lang und beinhaltete 7 bis 8 Wirbel mit langen und dünnen Wirbelzentren. Das lange und dünne Darmbein (Ilium) ähnelte dem von Ingenia.